# Commandement de la défense aérienne et des opérations aériennes

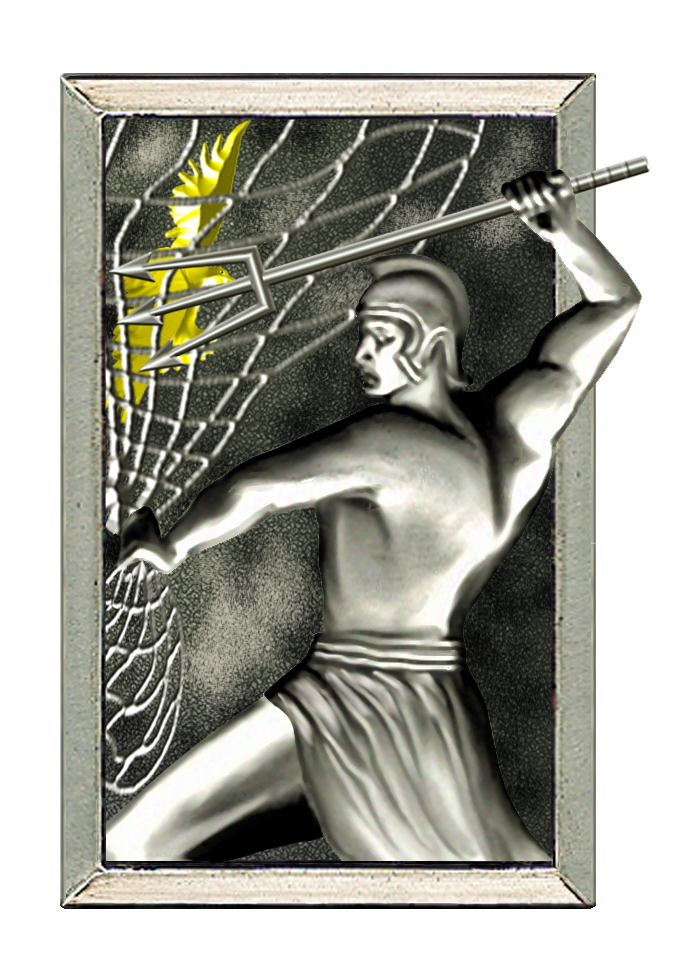
La devise du CDAOA est :
"Ex caelo potestas", se traduisant littéralement par "La puissance vient du ciel".

Le commandement de la défense aérienne et des opérations aériennes (CDAOA créé en 1994) est l'un des quatre commandements par nature de forces de l'armée de l'air et de l'espace française ; les trois autres sont le Commandement des forces aériennes stratégiques (CFAS), le Commandement des forces aériennes (CFA) et le Commandement de l'espace (créé en septembre 2019).
Le CDAOA est responsable de la veille permanente de l'espace aérien national sous l'autorité du premier ministre, ainsi que de la planification et de la conduite des opérations aériennes sous l'autorité du chef d'état-major des armées,.
Le commandement de la défense aérienne et des opérations aériennes regroupe :
1. L'état-major de la défense aérienne et des opérations aériennes, qui comprend notamment l'état-major opérationnel Air et le centre de permanence Air ;
2. Le centre national des opérations aériennes ;
3. Des unités spécialisées et des centres experts concourant à la préparation, la mise en œuvre et à la conduite de la défense aérienne et des opérations aériennes.

## Missions du CDAOA
Le CDAOA planifie, conduit et coordonne tout type de missions aériennes sur le territoire national, depuis le territoire national et en opérations extérieures. Son action relève de quatre domaines principaux :
- La défense du territoire, mission permanente et prioritaire du CDAOA, qui consiste à assurer la souveraineté de l'espace aérien national, protéger et défendre les capacités de l'armée de l'air et contribuer à la mission Sentinelle. Cette surveillance prend forme sous le nom de Posture Permanente de Sûreté aérienne (PPSA)[5], qui consiste à détecter, identifier et intercepter tout intrus dans le ciel français, 24h/24 et 7j/7. Les moyens en alerte (avions de chasse et hélicoptères) interviennent sur ordre de la Haute autorité de défense aérienne (HADA), en lien avec le Premier ministre.
- Les opérations extérieures, notamment pour lutter contre le terrorisme ; leur mise en œuvre repose sur la capacité à installer des bases aériennes projetées (BAP) et sur la planification et conduite des opérations aériennes en Afrique Centrale et de l'Ouest (opération Barkhane) depuis la France.
- Le renseignement, pour fournir une vision globale et autonome d'une zone de crise, et informer les décideurs stratégiques comme les acteurs de terrain ;
- La préparation opérationnelle, pour contribuer au haut niveau d'expertise de l'armée de l'air, en planifiant et programmant les exercices majeurs et en formant le personnel à la planification et à la conduite d’opérations aériennes au sein du CASPOA, NATO Air Operations Centre of Excellence.

## Organisation et moyens du CDAOA
Pour assurer toutes ses missions, le CDAOA dispose d'environ 900 personnels militaires organisés autour d'un état-major, de trois brigades et de sept unités : 
- État-major de la défense aérienne et des opérations aériennes, qui comprend notamment l'état-major opérationnel Air (EMO-Air) et le centre de permanence Air, à Balard inauguré 2014 ;

- Brigade aérienne des opérations (BAO) :
  - Centre d’analyse et de simulation pour la préparation aux opérations aériennes (CASPOA), BA 942 Lyon-Mont Verdun ;
  - Centre national des opérations aériennes (CNOA), BA 942 Lyon-Mont Verdun ;
  - Centre air de planification et de conduite des opérations (CAPCO), BA 942 Lyon-Mont Verdun ;

- Brigade aérienne connaissance-anticipation (BACA) :
  - Centre national de ciblage (CNC), BA 110 Creil ;
  - Centre de renseignement air (CRA), BA 942 Lyon-Mont Verdun ;
  - Escadron électronique sol (EES), BA 123 Orléans ;
  - Escadron de formation renseignement (EFR), Creil.

- Brigade aérienne de la posture permanente de la sûreté aérienne (BAPPS) :
  - Dédiée à l'action aérienne de l'état et notamment à la sûreté aérienne et de facto à la police du ciel

Centre névralgique de la “police du ciel”, le Centre National des Opérations Aériennes (CNOA) est implanté à Lyon Mont-Verdun (BA 942), dans des installations souterraines. Depuis le 1er septembre 2007, il est le successeur du Centre de Conduite des Opérations Aériennes (CCOA) basé à Taverny (Base aérienne 921).
Il s'appuie sur un réseau de centres de détection et de contrôle (CDC) respectivement situés à Cinq-Mars-la-Pile (BA 705), Mont-de-Marsan (BA 118) et Lyon Mont-Verdun (BA 942).

## Articulation du CDAOA avec l'OTAN
Le CDAOA fonctionne en forte coopération et avec un niveau élevé d'intégration avec l'organisation et les systèmes de police du ciel de l'OTAN.
Le système de l'OTAN s'articule autour :
- Du Commandement allié air (AIRCOM) basé à Ramstein en Allemagne ; dans cette nouvelle structure, les deux principaux outils opérationnels, à côté de la division Intelligence sont désormais le Centre opérationnel (OC) et le Centre de conduite des opérations aériennes appelé Core JFAC. Tous deux sont des centres de commandement aériens opérationnels, le premier permanent pour les tâches en temps de paix (par exemple la surveillance de l’espace aérien, l’autre constituant le cœur d’un JFAC complet, apte à mener des opérations aériennes intensives en environnement interarmées en cas de crise ;
- De structures conjointes de commandement et de conduite des opérations aériennes (JFAC, pour Joint Force Air Command) : elles sont implantées dans plusieurs pays membres, en France (FRA JFAC), au Royaume-Uni (UK JFAC), en Allemagne (DEU JFAC). Le JFAC français est implanté sur la base de Lyon Mont-Verdun. Le JFAC fonctionne avec un noyau de personnels militaires français, qui peut être renforcé par du personnel du CDAOA ou des autres armées de l'OTAN. Le FRA JFAC assure le commandement de la composante aérienne de l'opération Barkhane ;
- De deux Centres Combinés d'opérations aériennes (en anglais "Combined Air Operations Centres" ou "CAOC"), un à Torrejon en Espagne, ainsi qu'un à Uedem en Allemagne, et un Centre déployable de Commandement et de Contrôle Aérien (en anglais "Deployable Air Command and Control Centre" ou "DACCC" ) à Poggio Renatico en Italie[6].

## Insigne
L'insigne du CDAOA a été homologué le 1er août 2013 sous le numéro A 1425.
L'insigne figure un rétiaire, gladiateur armé d'un filet, d'un trident et d'un poignard, symbolisant les moyens de surveillance et d'identification de la défense aérienne, ainsi que ses moyens d'interception et de destruction sur un vecteur aérien inconnu.

## Commandants
- Général de corps aérien François Vallat (1994-1995)
- Général de corps aérien André Nicolau (1995-1997)
- Général de corps aérien Jean-Georges Brévot (1997-2000)
- Général de corps aérien Michel Fouquet (2000-2002)
- Général de corps aérien Patrick Touverez (2002-2003)
- Général de corps aérien Jean-Patrick Gaviard (2003-2005)
- Général de corps aérien Stéphane Abrial (2005-2006)
- Général de corps aérien Patrick de Rousiers (2006-2008)
- Général de corps aérien Gilles Desclaux (2008-2011)
- Général de corps aérien Antoine Noguier (2011-2012)
- Général de corps aérien Thierry Caspar-Fille-Lambie (2012-2014)
- Général de corps aérien Jean-Jacques Borel (2014-2016)
- Général de corps aérien Olivier Taprest (2016-2017)
- Général de corps aérien Jean-Christophe Zimmermann (2017-2019)
- Général de corps aérien Vincent Cousin (2019-2021)
- Général de corps aérien Philippe Morales (2021-2023)
- Général de corps aérien Laurent Rataud (2023-2025)
- Général de corps aérien Marc Le Bouil (depuis le 1er août 2025)

## Communication
Le CDAOA est présent et très actif sur sa page Twitter (CDAOAofficiel), à partir de laquelle il communique régulièrement sur des sujets d'actualités et des opérations aériennes. 
Tous les ans, une Rétrospective est également éditée afin d'établir un bilan de l'année passée en expliquant l'objectif du CDAOA, son action et son engagement, et en incluant un dossier sur un thème précis. En 2018, le thème de la Rétrospective était l'opération Hamilton, le raid en Syrie.

## Sources

#### Lois de programmation militaire
- Loi no 96-589 du 2 juillet 1996 relative à la programmation militaire pour les années 1997 à 2002

- Loi no 2003-73 du 27 janvier 2003 relative à la programmation militaire pour les années 2003 à 2008
- Loi no 2009-928 du 29 juillet 2009 relative à la programmation militaire pour les années 2009 à 2014 et portant diverses dispositions concernant la défense
- Loi no 2013-1168 du 18 décembre 2013 relative à la programmation militaire pour les années 2014 à 2019 et portant diverses dispositions concernant la défense et la sécurité nationale
- Loi no 2015-917 du 28 juillet 2015 actualisant la programmation militaire pour les années 2015 à 2019 et portant diverses dispositions concernant la défense
- Ministère des Armées, LPM 2019-2025 - Rapport annexé, 8 février 2018, 65 p. (lire en ligne)

#### Autres documents ou discours officiels
- Sénat (République française), Rapport fait au nom de la Commission des Affaires étrangères, de la défense et des forces armées sur le projet de loi relatif à la programmation militaire pour les années 1997 à 2002 (Rapport N° 427 Session 1995-1996), 12 juin 1996 (lire en ligne)

- Sénat (République française), Rapport N° 117 fait au nom de la commission des Affaires étrangères, de la défense et des forces armées sur le projet de loi relatif à la programmation militaire pour les années 2003 à 2008, 19 décembre 2002 (lire en ligne)
- Didier Boulaud, Xavier Pintat, Jean-Pierre Chevènement, Michelle Demessine, Josette Durrieu, Jacques Gautier, Alain Gournac, Gérard Larcher et Bernard Piras, L’avenir des forces nucléaires françaises, 12 juillet 2012, 75 p. (lire en ligne)
- MM. Xavier PINTAT, co-président, Jeanny LORGEOUX, co-président, André TRILLARD, Pascal ALLIZARD et Claude HAUT, La nécessaire modernisation de la dissuasion nucléaire - Rapport d'information fait au nom de la commission des affaires étrangères, de la défense et des forces armées - N° 560 (2016-2017), 23 mai 2017 (lire en ligne)
- François Hollande, Déclaration de M. François Hollande, Président de la République, sur la dissuasion nucléaire, à Istres le 19 février 2015, Vie Publique, 19 février 2015 (lire en ligne)

## Compléments